# Wendi McLendon-Covey
Wendi McLendon-Covey (Bellflower, California, 10 de octubre de 1969) es una actriz estadounidense. 
Es conocida principalmente por sus papeles como la Comisario Clementine Johnson en la serie Reno 911!, y de Rita en la película Bridesmaids y también hizo  como Beverly Goldberg en la serie The Goldbergs.

## Primeros años
McLendon-Covey nació en Bellflower, California. Fue criada bautista, en Long Beach, California. Fue a DeMille Junior High y se graduó de Millikan High School. Asistió a Long Beach City College, Golden West College y California State University, Long Beach, donde se graduó con una licenciatura en Estudios Liberales y Escritura Creativa.
Mientras McLendon-Covey trabajaba en un hotel en Anaheim y después de graduarse de la universidad, se inscribió en una clase de fin de semana para no actores en The Groundlings, un grupo de improvisación en Los Ángeles. Se incorporó oficialmente a The Groundlings en 2002, y mientras tanto trabajó como editora de la revista académica de trabajo social de la Universidad Estatal de California, un trabajo que mantuvo hasta 2012.

## Vida personal
McLendon-Covey ha estado casada con Greg Covey desde 1996.
Madre de Alexander McLendon-Covey desde 2001.

## Filmografía selecta

### Cine
- 1999 Un papá genial
- 2005 Bewitched
- 2007 Reno 911!: Miami
- 2008 Over Her Dead Body
- 2011 Bridesmaids
- 2012 What to Expect When You're Expecting
- 2012 Magic Mike
- 2014 Blended
- 2014 The Single Moms Club
- 2019 What Men Want[1]
- 2023 Paint[2]

### Televisión
- 2003-2008 Reno 911!
- 2009 The Office
- 2009 Wizards of Waverly Place
- 2010-2011 Rules of Engagement
- 2012 Hot in Cleveland
- 2012 Modern Family
- 2014-2023 The Goldbergs